# THE LOOK OF JAZZ〜ジャズの眼差し
『THE LOOK OF JAZZ〜ジャズの眼差し』（ザ・ルック・オブ・ジャズ ジャズのまなざし）は、ミュージックバードで2007年4月7日から2008年9月27日まで放送されていた番組。放送時間は、毎週土曜日の20:00～20:55（JST）。また、一部のコミュニティ放送局でもネットされていた。

## 概要
島田奈央子をパーソナリティとして、ジャズを、女性を視点としてわかりやすく紹介する。

## タイムテーブル（2007年7月）
- 20:00-20:02 オープニング
- （20:02-20:03 CM）
- 20:03-20:07 音楽
- 20:07-20:15 「Something Jazzy」
- 20:15-20:17 音楽
- （20:17-20:18 CM）
- 20:18-20:52 「Pick Up Artist」
- （20:52-20:53 CM）
- 20:53-20:55 エンディング

## コーナー
- Something Jazzy

初心者にもおすすめのジャズを紹介。
- Pick Up Artist

月替わりのアーティストと、トークをする。